# 鹽埕里 (七股區)
鹽埕里，中華民國臺南市七股區的一個里，北以大寮排水與西寮里、頂山里為界，東以市道176號、南25線與中寮里為界，西為七股潟湖再出去就是臺灣海峽，南以六成排水與龍山里為界，面積18.85平方公里。

台南市七股區鹽埕里

## 學校
- 臺南市七股區光復生態實驗小學

## 主要幹道

### 省道
- 台61線／市道173甲線
  - 七股交流道

### 市道
- 市道173甲線／台61線
- 市道176號

### 鄉道
- 南25線
- 南34-1線

## 主要聚落
- 台區
- 八棟寮仔
- 新山子寮
- 十棟寮仔